# Meurad
Meurad (em árabe: مراد), também escrita Merad, é uma comuna localizada na província de Tipasa, Argélia. Sua população estimada em 2008 era de 19 916 habitantes.